# Skrzany (województwo zachodniopomorskie)
Skrzany (niem. Friedrichshof, nazwa przejściowa – Fridersów, Nowa Wieś) – wieś w Polsce położona w województwie zachodniopomorskim, w powiecie stargardzkim, w gminie Dolice, położona 7 km na południe od Dolic (siedziby gminy) i 26 km na południowy wschód od Stargardu (siedziby powiatu).
W latach 1975–1998 miejscowość położona była w województwie szczecińskim.

## Zabytki
- park dworski, pozostałość po dworze[4].